# Winfried Bausback

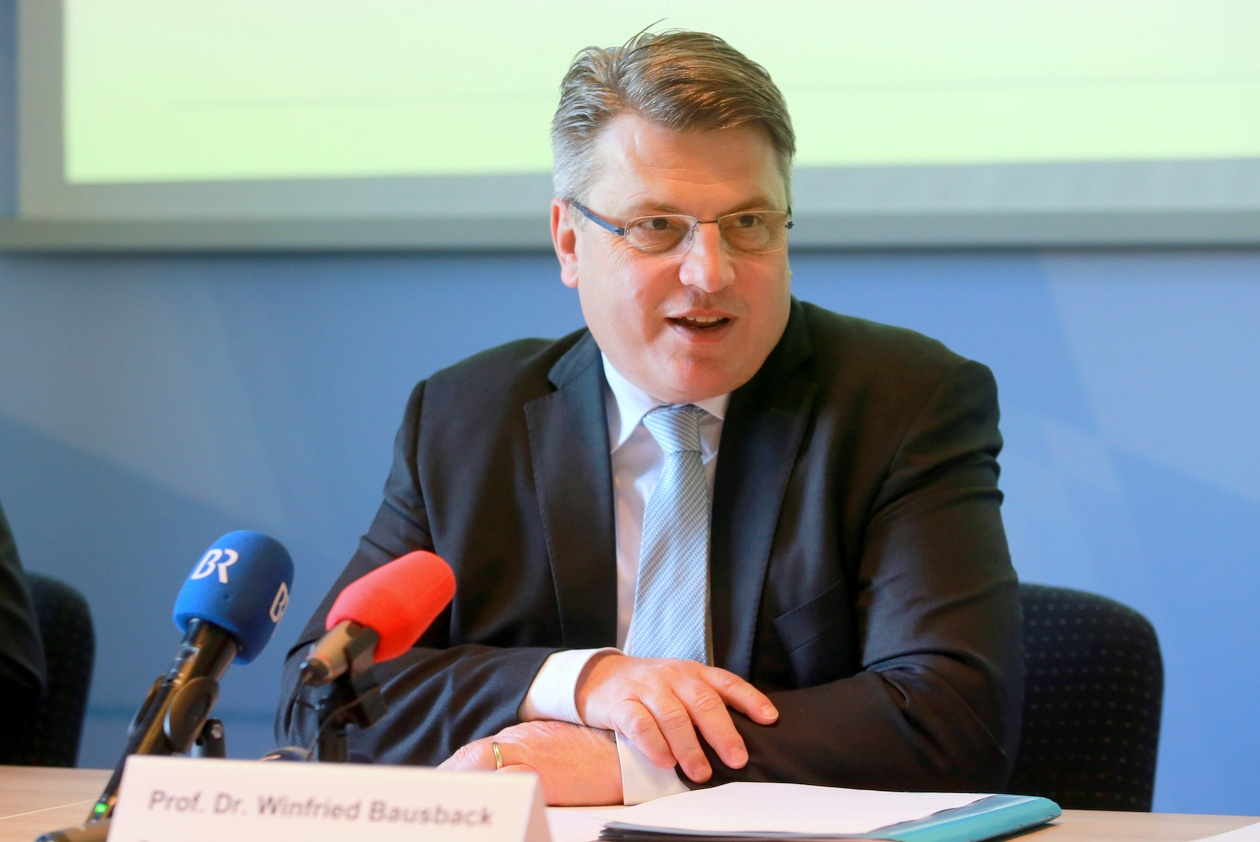
Winfried Bausback während einer Pressekonferenz als Staatsminister 2017

Winfried Bausback (* 22. Oktober 1965 in Aschaffenburg) ist ein deutscher Politiker (CSU), Jurist und Hochschullehrer. Seit 2007 ist er Lehrstuhlinhaber für Öffentliches Recht, insbesondere Europäisches und Internationales Wirtschaftsrecht an der Universität Wuppertal. Seit Oktober 2008 gehört er dem Bayerischen Landtag an. Von Oktober 2013 bis November 2018 war er Staatsminister der Justiz in den Kabinetten Seehofer II und Söder I, nach der Landtagswahl 2018 übernahm Georg Eisenreich dieses Amt. 

## Leben

### Studium
Nach dem Abitur im Jahre 1985 am Kronberg-Gymnasium in Aschaffenburg leistete Bausback den Grundwehrdienst in Kassel und Wolfhagen ab und studierte anschließend Rechtswissenschaften an der Universität Würzburg. Sein Rechtsreferendariat absolvierte er in Aschaffenburg, Würzburg und Frankfurt. Sein Zweites Juristisches Staatsexamen legte Bausback 1995 mit Prädikat ab. Anschließend war er als wissenschaftlicher Mitarbeiter am Lehrstuhl für Völkerrecht, allgemeine Staatslehre, deutsches und bayerisches Staatsrecht und politische Wissenschaft an der Universität Würzburg tätig. Promoviert wurde er mit dem Thema Verfassungsrechtliche Grenzen des Wahlrechts zum Deutschen Bundestag bei Dieter Blumenwitz.

### Hochschullehre
Die Habilitation an der Julius-Maximilians-Universität in Würzburg erhielt er 2002. Dort wurde ihm die Lehrbefähigung für die Fächer Öffentliches Recht, Europarecht und Völkerrecht erteilt. Anschließend übernahm Bausback Vertretungsprofessuren an der Friedrich-Alexander-Universität Erlangen-Nürnberg und der Universität Bayreuth sowie Lehraufträge an der Katholischen Universität Eichstätt-Ingolstadt.
Seit 2007 ist Bausback ordentlicher Professor an der Universität Wuppertal (Lehrstuhl für Öffentliches Recht, insbesondere europäisches und internationales Wirtschaftsrecht). Seit der Wahl in den Bayerischen Landtag im Oktober 2008 ist er dort beurlaubt.

### Universitäre und wissenschaftliche Tätigkeit
Bausback ist aktives Mitglied zahlreicher nationaler und internationaler wissenschaftlicher Fachgesellschaften. Hierzu zählen seit 1998 die Deutsche Vereinigung für Internationales Recht (Deutsche Landesgruppe der International Law Association), der Arbeitskreis Parlament und Völkerrecht, außerdem seit 1999 die American Society of International Law. Ebenso ist er seit 2002 Mitglied der Vereinigung der deutschen Staatsrechtslehrer, seit 2003 Mitglied der Deutschen Gesellschaft für Völkerrecht, der Gesellschaft für Rechtsvergleichung e. V. sowie Gründungsmitglied der Societas Iuris Publici Europaei (S.I.P.E.), und seit 2005 Mitglied der AWR (Forschungsgesellschaft für das Weltflüchtlingsproblem).

### Privates
Bausback ist verheiratet und hat drei Kinder. Er ist römisch-katholischer Konfession. Bausback gehört zahlreichen gesellschaftlichen wie wissenschaftlichen Vereinen und Vereinigungen an. Unter anderem ist er seit einigen Jahren Mitglied des Kuratorium der Universität Würzburg und seit 2017 Präsident des Spessartbundes. Bausback ist Beiratsmitglied beim Bürgerpreis des Bayerischen Landtages. Zudem ist er Kuratoriumsmitglied bei der Eugen-Biser-Stiftung, der Brentano-Akademie, sowie beim Kirchnerhaus in Aschaffenburg. In Aschaffenburg engagierte er sich auch als stellvertretender Vorsitzender des Kindergartenträgervereins St. Konrad.

## Partei und Abgeordnetentätigkeit

### CSU-Politiker
Bausback trat 1984 in die Junge Union ein und ist seit 1985 Mitglied der CSU.
Er bekleidet seit 2009 das Amt des Kreisvorsitzenden im CSU-Kreisverband Aschaffenburg-Stadt. Darüber hinaus ist er gewähltes Mitglied im Vorstand des CSU-Bezirksverbands Unterfranken und CSU-Parteivorstand sowie kooptiertes Mitglied des CSU Präsidiums.

### Kommunalpolitik

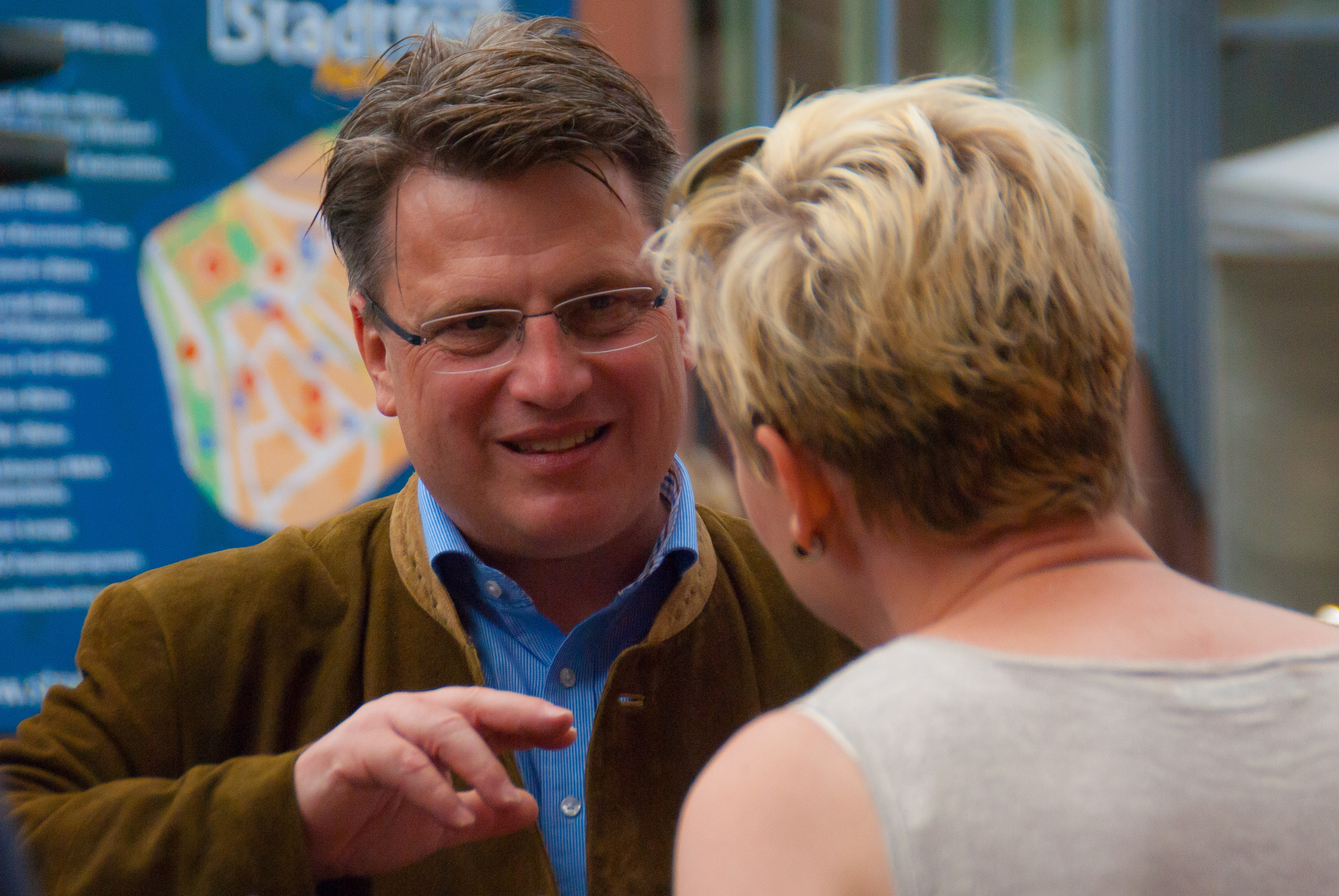
Bausback 2014 im Gespräch mit einem Bürger

Dem Aschaffenburger Stadtrat gehört Bausback seit 2002 an. Er war dort von 2005 bis 2014 stellvertretender Fraktionsvorsitzender. Als Stadtrat gehört er u. a. dem Beirat der Stiftung Kulturpreis Aschaffenburg an. Als Stadtrat setzt er sich vor allem für die Sanierung der Schulen sowie die Stärkung der kommunalen Verkehrsinfrastruktur ein. 2011 sprach er sich für die Einrichtung einer Sperrstunde in der Innenstadt von Aschaffenburg aus, räumte jedoch gleichzeitig ein, dass diese kein „Allheilmittel“ sei. Ein entsprechender Antrag der Unionsfraktion im Stadtrat sah weitere Maßnahmen wie eine Einschränkung der Alkoholabgabe an Tankstellen und Imbissbuden vor, wurde jedoch mit einem wenig später fraktionsübergreifend verabschiedeten Konzept sogenannter „freundlicher Uffbasser“, ähnlich dem freiwilligen Polizeidienst, sowie kombiniertem Einsatz von Polizei und Ordnungsamt in sog. „City-Streifen“, fallengelassen.
Bei der Oberbürgermeisterwahl in Aschaffenburg 2012 trat Bausback als einziger Gegenkandidat gegen Klaus Herzog (SPD) an, konnte sich mit 18 % der Stimmen gegen den Amtsinhaber jedoch nicht durchsetzen. Dies bedeutete gleichzeitig das schlechteste Ergebnis eines CSU-Kandidaten in der Stadt überhaupt.

### Landtagsmandat
2008 zog Bausback für den Stimmkreis Aschaffenburg-West in den Bayerischen Landtag ein. Bis 2013 gehörte er dem Ausschuss für Verfassung, Recht, Parlamentsfragen und Verbraucherschutz sowie dem für Fragen des öffentlichen Dienstes an. Darüber hinaus wirkte Bausback als Mitglied in den Untersuchungsausschüssen zur BayernLB/HGAA sowie zum Rechtsterrorismus in Bayern – NSU mit. Weitere Schwerpunkte seiner politischen Arbeit sind Bildung und Kultur.
Bei der Landtagswahl 2013 verteidigte er mit einem Stimmenanteil von 42,9 % sein Direktmandat und lag damit leicht über seinem Ergebnis von 2008 (42,3 %). Am 9. Oktober 2013 wurde bekannt, dass Bausback neuer bayerischer Justizminister wird und damit Beate Merk ablöst. Bei der Landtagswahl am 14. Oktober 2018 errang Bausback mit 37,3 % erneut das Direktmandat und erzielte mit 50.396 Gesamtstimmen nach Barbara Stamm das zweitbeste Ergebnis für die CSU in Unterfranken. Bei der Landtagswahl 2023 zog er erneut in den Landtag ein.
Bausback ist Mitglied des Ausschusses für Wissenschaft und Kunst, des Ausschusses für Bundes- und Europaangelegenheiten sowie Mitglied der Richterinnen- und Richter-Wahl-Kommission. Bausback war Vorsitzender des Untersuchungsausschusses „Maske“ der 2021 bis 2023 die Beschaffung von Atemschutzmasken untersuchte.
Als Landtagsabgeordneter ist Bausback auch die Stärkung und Weiterentwicklung seiner Heimatregion, dem Bayerischen Untermain und die kreisfreie Stadt Aschaffenburg ein Anliegen. Unter anderem setzte er sich für die Gründung der Wissenschaftstransfereinrichtung Zewis, für die Generalsanierung des Aschaffenburger Renaissanceschlosses Johannisburg, neue Studiengänge an der Hochschule und die Gründung eines digitalen Gründerzentrums ein.
Im November 2023 wurde er zunächst von der CDU/CSU als Nachfolger des Bundesverfassungsrichters Peter Müller benannt. Die Benennung wurde jedoch aufgrund einer möglichen Befangenheit Bausbacks zurückgezogen, da die CSU beim Verfassungsgericht Klage gegen die im Juni 2023 beschlossene Reform des Bundestagswahlrechtes eingereicht hatte. Nachfolger von Peter Müller wurde stattdessen Peter Frank.

### Bayerischer Staatsminister der Justiz
Im Oktober 2013 wurde Bausback als Staatsminister der Justiz in das Kabinett Seehofer II berufen. Im März 2018 wurde er als Staatsminister der Justiz im Kabinett Söder bestätigt. Er war von 2016 bis 2018 Sprecher der Justizminister der unionsgeführten Länder.

#### Reform der Presse- und Öffentlichkeitsarbeit
Im Jahr 2013 stieß Bausback eine Selbstverständnisdebatte in der bayerischen Justiz an. Diese verfolgte das Ziel, die Arbeit der Justiz einer selbstkritischen Betrachtung zu unterziehen, nachdem diese im Zusammenhang mit zumeist strafrechtlichen Einzelfällen in den Fokus öffentlicher Kritik geraten war. Zudem modernisierte Bausback die Presse- und Öffentlichkeitsarbeit der Justiz und sorgte für eine Überarbeitung der Richtlinien für die Zusammenarbeit der Justiz mit der Presse. Die Neufassung dieser trat im Juni 2014 in Kraft.

#### Netzkriminalität, Extremismus und Terrorismus
Bausback richtete spezialisierte Einheiten zur Bekämpfung von Cybercrime sowie von Extremismus und Terrorismus ein. Die Zentralstelle Cybercrime Bayern besteht seit 1. Januar 2015 bei der Generalstaatsanwaltschaft Bamberg, und ist bayernweit zuständig für die Bearbeitung herausgehobener Ermittlungsverfahren im Bereich der Cyberkriminalität.
Seit dem 1. Januar 2017 ist die Bayerische Zentralstelle zur Bekämpfung von Extremismus und Terrorismus bei der Generalstaatsanwaltschaft München eingerichtet. Sie führt besonders herausgehobene Staatsschutzverfahren selbst sowie die Verfahren wegen Bildung – auch ausländischer – terroristischer Vereinigungen, die der Generalbundesanwalt wegen „minderer Bedeutung“ an die ZET abgibt. Zudem forderte Bausback, Lücken im Terrorismusstrafrecht zu schließen, etwa durch Wiedereinführung einer Strafbarkeit der Sympathiewerbung und die Bestrafung des Versuchs der Unterstützung einer terroristischen Vereinigung.

#### Antisemitismusbeauftragte
Zur Bekämpfung von Antisemitismus installierte Bausback im September 2018 Antisemitismusbeauftragte bei den drei bayerischen Generalstaatsanwaltschaften in München, Nürnberg und Bamberg. Auch fordert er, Lücken im Strafrecht zu schließen, so etwa bei der Strafbarkeit von Volksverhetzung, die vom Ausland aus begangen wird, aber in Deutschland wirkt. Er startete außerdem 2018 gemeinsam mit dem Institut für Zeitgeschichte München-Berlin das Forschungsprojekt „Landesjustiz und NS-Vergangenheit – Demokratie und Diktaturnachwirkungen im Bayerischen Staatsministerium der Justiz nach 1945“.

#### Weitere Reformen
Der Bayerische Landtag verabschiedete im Februar 2018 das Bayerische Richter- und Staatsanwaltsgesetz, das unter Federführung des Bayerischen Staatsministers der Justiz ausgearbeitet wurde. Das Gesetz untersagt Richtern und anderen das nach außen sichtbare Tragen religiös oder weltanschaulich geprägter Kleidung im Gerichtssaal.
In Bausbacks Amtszeit fand eine Umstellung der bayerischen Polizeiuniformen statt. Zum 1. August 2018 meldete er gemeinsam mit dem bayerischen Innenminister Joachim Hermann, dass jeder der etwa 27.500 Polizeibeamten und der 5600 Justizbeamten jeweils eine Erstausstattung erhalten habe. Ebenfalls nach und nach würden die Farben der Dienstfahrzeuge geändert, die Kosten für beiderlei Maßnahmen beliefen sich auf ca. 40 Millionen Euro.
In der Amtszeit von Justizminister Bausback – zum 15. September 2018 – wurde auch das Bayerische Oberste Landesgericht mit Hans-Joachim Heßler als Präsident neu errichtet.

## Rechtspolitische Positionen

### Tötungs- und Gewaltdelikte
Bei der Abgrenzung zwischen Mord und Totschlag lehnte Bausback im Juni 2015 die von Bundesjustizminister Heiko Maas geforderten Reformen ab, da er als Konsequenz ein Sinken des Strafmaßes bei Mord fürchtete. Bausback bezeichnete die vom Gesetz zwingend angeordnete lebenslange Freiheitsstrafe für Mord in diesem Zusammenhang als Ausdruck, „wie wir den Wert des Lebens in unserer Verfassungsordnung einschätzen“.
Änderungen im Maßregelvollzug als Konsequenz aus dem Fall Gustl Mollath schilderte Bausback in einem Interview vom Januar 2015 und beschrieb deutliche Änderungen an der bisherigen Begutachtungspraxis für untergebrachte Straftäter. Konkret führte er einen künftigen Zwang zum Wechsel der zuständigen Gutachter an. Bausback sprach 2018 während eines Festakts anlässlich des zehnjährigen Bestehens einer Fachambulanz des Hilfswerks München seine Unterstützung von Einrichtungen zur Therapie von Sexualstraftätern aus. Einem Bericht der SZ zufolge gab er dabei zu verstehen, dass der zuverlässigste Opferschutz eine erfolgreiche Resozialisierung derartiger Täter sei. Damit diese keine Täter blieben, müsse versucht werden die Ursachen einer solchen Tat zu ergründen und für die Zukunft auszuschalten.

### Werbung für den Schwangerschaftsabbruch
Im Jahr 2018 setzte er sich für die Beibehaltung des § 219a StGB ein, der die Werbung für den Abbruch der Schwangerschaft unter Strafe stellt. Gegenüber der FAZ erklärte er, hierbei gehe es um den verfassungsrechtlich gewährleisteten Schutz ungeborenen Lebens. Eine Aufhebung des Werbeverbots habe zur Folge, „dass Schwangerschaftsabbrüche regulierungsfrei beworben werden dürften – und sei es in noch so anstößiger und kommerzialisierender Art und Weise.“ Mit der Rechtsprechung des Bundesverfassungsgerichts sei dies unvereinbar.

### Digitalisierung
Im Frühjahr 2018 forderte Bausback als erster Landesjustizminister, der Polizei zu erlauben, zur Aufklärung von Kinderpornographie im Darknet selbst Material dort einstellen zu dürfen (sog. „Keuschheitsproben“), unter der Voraussetzung, dass es sich um computergenerierte Aufnahmen handelt.
Während seiner Amtszeit als Justizminister hat Bausback die Einführung des elektronischen Rechtsverkehrs und der elektronischen Akte bei den bayerischen Gerichten vorangetrieben. Er hat es sich zum Ziel gesetzt, die elektronische Akte in Bayern nicht nur bis zum gesetzlich bestimmten Zeitpunkt 2026 flächendeckend einzuführen, sondern bereits bis 2022 bei möglichst vielen Gerichten und in möglichst vielen Verfahrensbereichen.

### Vollverschleierung
Bausback hielt 2016 ein Vollverschleierungsverbot in Deutschland für möglich. In einem Gastbeitrag für die Frankfurter Allgemeine Zeitung begründete er diese folgendermaßen:

„Was ist das für ein schützenswertes Verständnis von Freiheit und Gleichberechtigung, wenn eine Frau voll verschleiert durch die Innenstadt läuft, während der Mann neben ihr kurze Hosen und T-Shirt trägt? Selbst wenn es im Einzelfall eine selbstbestimmte Entscheidung sein mag, legitimiert der Staat mit ihrem Schutz die Unterdrückung der muslimischen Frauen, die zur Verschleierung gezwungen werden, und erhöht den Druck auf diejenigen, die das bisher verweigert haben. […] Unser Grundgesetz war immer in der Lage, auf neue Entwicklungen adäquate Antworten zu geben. Die sogenannten IT-Grundrechte etwa wurden ohne eine Verfassungsänderung aus dem Grundgesetz heraus entwickelt. Wenn sich die Zeiten wandeln, kann sich auch die Verfassung wandeln. Gerade wenn weltweit ein fundamentalistischer, intoleranter, nicht integrationsbereiter politischer Islam auf dem Vormarsch ist und Islamisten die Religion als Schutzmantel für ihre politischen Zwecke missbrauchen, muss man die Religionsfreiheit neu denken und in diesem Gesamtkontext neu einordnen.“

Bausback setzte sich für ein Gesichtsverhüllungsverbot für Prozessbeteiligte ein. Der Bundesrat verabschiedete einen entsprechenden Gesetzentwurf Bayerns und Nordrhein-Westfalens in seiner Plenarsitzung vom 19. Oktober 2018.

### Migration und Geflüchtete
Im Kontext der Flüchtlingskrise forderte Bausback nach der Flüchtlingstragödie bei Parndorf im September 2015, die Mindeststrafe für Schleuser und Schlepper auf drei Monate Gefängnis anzuheben. Im August 2018 stellte er die bayernweit erste Spezialabteilung zur Bekämpfung grenzüberschreitender und Schleuserkriminalität bei der Staatsanwaltschaft Traunstein vor.
Im Jahr 2017 brachte Bausback einen eigenen Gesetzentwurf in den Bundesrat ein, der ein Verbot vorsah, kulturelle Hintergründe, die der deutschen Rechtsordnung widersprechen, bei der Strafzumessung zu berücksichtigen.
Bausback setzte sich zudem erfolgreich für die Bekämpfung von Kinderehen ein, ein entsprechendes Gesetz zur Bekämpfung von Kinderehen mit der sog. Nichtigkeitslösung ist am 22. Juli 2017 in Kraft getreten. Er machte sich außerdem gegen im Ausland geschlossene Vielehen und für ein Verbot der Gesichtsverhüllung während Gerichtsverhandlungen stark.
Bausback lehnte 2021 einen geregelten Muezzinruf ab, da dieser bei der Integration „nicht die richtige Herangehensweise“, sowie nicht zielführend sei. Auch wolle er der Türkei-Nahen Ditib-Gemeinschaft den Ruf nicht erlauben, da dies „nicht hilfreich“ sei.

### Reform der StPO
Bausback forderte erfolgreich die Ausweitung der Befugnisse von Strafverfolgungsorganen zur Aufklärung von Straftaten, etwa durch die Möglichkeit von Online-Durchsuchung und Quellen-TKÜ. Zudem dringt er auf gesetzliche Erleichterungen für die Durchführung von Strafverfahren, etwa durch leichtere Ablehnung von Beweis- und Befangenheitsanträgen sowie die schnellere Klärung von Besetzungsrügen sowie die Bündelung der Nebenklage.

### Eingetragene Lebenspartnerschaft
Im Juni 2015 äußerte sich Bausback, der sich für eine grundsätzliche Gleichstellung der Institutionen Ehe und eingetragene Partnerschaft ausgesprochen hat, kritisch über die Pläne von SPD, den Grünen und der Linkspartei zur Gleichstellung von Ehe und Lebenspartnerschaften. Ein Recht zur gemeinschaftlichen Adoption durch gleichgeschlechtliche Lebenspartnerschaften lehnte er ab und bezeichnete den Vorstoß der Parteien als „Schaufensterpolitik“. In einem Interview mit der Münchner Abendzeitung anlässlich des Vorstoßes von Angela Merkel im Sommer 2017 zur Öffnung der Ehe für gleichgeschlechtliche Lebenspartner stellte er klar: „Ich erkenne mit großer Wertschätzung an, wenn in gleichgeschlechtlichen Partnerschaften Menschen füreinander einstehen. Diskriminierungen gleichgeschlechtlicher Lebenspartner erteile ich eine klare Absage.“ Gleichzeitig betonte er, dass auch die Rechtsprechung des Bundesverfassungsgerichts die Verschiedengeschlechtlichkeit der Partner als „Wesensmerkmal“ der Ehe festgestellt habe und dies auch seiner persönlichen Einschätzung entspreche. Sowohl Justizminister Bausback als auch Staatskanzleichef Marcel Huber erklärten, in der Bevölkerung herrsche eine „erhebliche Rechtsunsicherheit“. Die bayerische Staatsregierung ließ daraufhin durch Ferdinand Wollenschläger (Universität Augsburg) die Vereinbarkeit mit dem Grundgesetz, sowie durch Dagmar Coester-Waltjen (Universität Göttingen) die internationale Rechtslage zur „Ehe für alle“ prüfen. Beide Gutachten ergaben keinerlei Anhaltspunkte für einen Widerspruch zum Grundgesetz, sodass von einem zunächst vorbehaltenen Normenkontrollantrag beim Bundesverfassungsgericht abgesehen wurde.

## Auszeichnungen
- 2024: Bayerischer Verdienstorden[82]

## Veröffentlichungen
Als Herausgeber:
- Mit Carsten Linnemann (Hrsg.): Der politische Islam gehört nicht zu Deutschland: Wie wir unsere freie Gesellschaft verteidigen. 1. Auflage. Herder Verlag, Freiburg im Breisgau, 2019, ISBN 978-3-451-38351-9
- Mit Gilbert H. Gornig (Hrsg.), Burkhard Schöbener (Hrsg.) und Tobias H. Irmscher (Hrsg.): Iustitia et Pax. Gedächtnisschrift für Dieter Blumenwitz. 1. Auflage. Duncker & Humblot, Berlin, 2008, ISBN 978-3-428-52745-8
- Mit Thomas H. Irmscher: Recht und Menschlichkeit. Reden und Festvortrag zur Akademischen Gedächtnisfeier für Dieter Blumenwitz. In: Würzburger rechtswissenschaftliche Schriften. Band 63. Ergon Verlag, Würzburg, 2006, ISBN 978-3-89913-502-2

Als Bearbeiter:
- Dieter Henrich (Hrsg.): J. von Staudingers Kommentar zum Bürgerlichen Gesetzbuch. Teil: [Erg.-Bd.]., Einführungsgesetz zum Bürgerlichen Gesetzbuche, IPR / Art 3 – 6 EGBGB [u. a.]. Neubearb. 2013 von Wilfried Bausback. De Gruyter – Sellier, Berlin, 2013, ISBN 978-3-8059-1151-1

Als Verfasser:
- Verfassungsrechtliche Grenzen des Wahlrechts zum Deutschen Bundestag. In: Schriften zum Staats- und Völkerrecht. Band 79. Peter Lang Verlag, Frankfurt am Main / Berlin / Bern / New York / Paris / Wien, 1998, ISBN 978-3-631-32425-7 (zugleich Dissertation Universität Würzburg)
- Das Wirtschaftsembargo als Gegenstand verschiedener Rechtsordnungen: Völkerrecht, Europarecht und nationales Außenwirtschaftsrecht. Mohr Siebeck, Tübingen, 2005, ISBN 3-16-147954-8 (zugleich Habilitationsschrift)